# Zepto Computers
Zepto Computers A/S var en dansk computerproducent med hovedkvarter i Hedehusene. Virksomheden, som blev stiftet i år 2002, producerede hovedsageligt deres egne bærbare pc'er og LCD-fladskærme. Zepto solgte kontor-bærbare helt ned til under 3.000 kr. og stærke spil-bærbare for 8.000 kr. Deres billigste bærbare pc var Titan A15-serien.
Zepto tilbød, at man selv kunne konfigurere sin bærbare pc med software og hardware.
Zepto solgte også LCD-fladskærme, både HD Ready- og Full HD-fladskærme.
Zepto havde selv 3 egne butikker, en i Fisketorvet, en i Fields og den sidst nye butik i Ro's Torv. Fra den 1. maj 2008 begyndte sonofonbutikkerne at sælge Zepto's bærbare computere.
Fra Zeptos hjemmeside kunne man købe deres produkter og få dem leveret med post. Zepto solgte til i alt 19 lande.
Zepto var den største producent af bærbare computere i Norden. Virksomheden blev introduceret på Københavns Fondsbørs den 1. november 2006.
Den 17. november 2009 blev Zepto erklæret konkurs.

## Modeller
Zepto markedsførte bl.a. et Zview 32” HD-ready LCD tv.
Siden lancerede Zepto deres Helios serie og Pantheon modeller. Den sidste model i Zeptos LCD-TV portefølje var Ultra Thin modellen.

## Konkurs
Den 17. november 2009 blev Zepto erklæret konkurs.